# Gregory Nava
Gregory Nava (San Diego, 10 aprile 1949) è un regista, sceneggiatore e produttore cinematografico statunitense.

## Biografia
Nato a San Diego, in California, il 10 aprile 1949 da una famiglia di origini messicane e basche, Nava frequentò l'Università della California a Los Angeles dove ottenne un MFA nel 1976. Quell'anno diresse il film The Journal of Diego Rodriguez Silva (basato sulla vita di García Lorca), e per questo lavoro, vinse il Best Dramatic Film Award al "National Student Film Festival".

## Filmografia

### Regista
- The Confessions of Amans (1977)
- El Norte (1983)
- Il grande odio (A Time of Destiny) (1988)
- Mi familia (My Family) (1995)
- Selena (1997)
- Why Do Fools Fall in Love - Un ragazzo di talento (Why Do Fools Fall in Love) (1998)
- Bordertown (2006)

### Sceneggiatore

#### Cinema
- The Confessions of Amans, regia di Gregory Nava (1977)
- The End of August, regia di Bob Graham (1982)
- El Norte, regia di Gregory Nava (1983)
- Il grande odio, regia di Gregory Nava (A Time of Destiny) (1988)
- Mi familia (My Family), regia di Gregory Nava (1995)
- Selena, regia di Gregory Nava (1997)
- Frida, regia di Julie Taymor (2002)
- Bordertown, regia di Gregory Nava (2006)

#### Televisione
- Più reale della realtà (Virtual Seduction), regia di Paul Ziller – film TV (1995)

### Produttore
- The Confessions of Amans, regia di Gregory Nava (1977)
- Bordertown, regia di Gregory Nava (2006)

#### Televisione
- The 20th Century: American Tapestry, regia di Gregory Nava – documentario TV (1999)
- American Family – serie TV, 35 episodi (2002-2004)

## Riconoscimenti
- Chicago International Film Festival 1976: Gold Hugo Award al miglior film per The Confessions of Amans
- Montreal World Film Festival 1983: Grand Prix des Amériques per El Norte
- Festival internazionale del cinema di San Sebastián: OCIC Award, per Mi familia; 1995.
- Bravo Awards: Outstanding Feature Film, per Mi familia; 1995.
- Taos Talking Pictures Film Festival: Cineaste Award, 1995.
- ALMA Award: Outstanding Latino Director of a Feature Film, per Selena; 1997.
- ALMA Award: Outstanding Latino Director of a Feature Film, per Why Do Fools Fall in Love - Un ragazzo di talento; 1998.
- Santa Fe Film Festival: Luminaria Award; 2006.

- Nomination
  - Premi Oscar: miglior sceneggiatura originale, per El Norte; 1983.
  - Writers Guild of America Award: Best Screenplay Written Directly for the Screen, per El Norte; 1983.
  - Festival internazionale del cinema di San Sebastián: Golden Seashell Award, per Mi familia; 1995.
  - Premi Emmy: miglior miniserie televisiva, per American Family: Journey of Dreams, per l'episodio Journey of Dreams; 2002.
  - Festival internazionale del cinema di Berlino: Golden Berlin Bear, Gregory Nava; per Bordertown; 2007.